# Olenecamptus laosensis
Olenecamptus laosensis är en skalbaggsart som beskrevs av Stefan von Breuning 1956. Olenecamptus laosensis ingår i släktet Olenecamptus och familjen långhorningar.
Artens utbredningsområde är Laos. Inga underarter finns listade i Catalogue of Life.